# Olivier Thual
Olivier Thual (Brest, 1976. július 24. –) francia nemzetközi labdarúgó-játékvezető.

## Pályafutása

### Nemzeti játékvezetés
2000-ben lett az I. Liga játékvezetője. Első ligás mérkőzéseinek száma: 168 (2013).

### Nemzetközi játékvezetés
A Francia labdarúgó-szövetség Játékvezető Bizottsága (JB) terjesztette fel nemzetközi játékvezetőnek, a Nemzetközi Labdarúgó-szövetség (FIFA) 2007-től tartotta nyilván bírói keretében. Több nemzetek közötti válogatott és klubmérkőzést vezetett. FIFA JB besorolás szerint második kategóriás bíró. A francia nemzetközi játékvezetők rangsorában, a világbajnokság-Európa-bajnokság sorrendjében többedmagával a 33. helyet foglalja el 1 találkozó szolgálatával. Az aktív nemzetközi játékvezetéstől 2012-ben búcsúzott. Válogatott mérkőzéseinek száma: 3.

#### Európa-bajnokság
Az európai labdarúgó torna döntőjéhez vezető úton Ausztriába és Svájcba a XIII., a 2008-as labdarúgó-Európa-bajnokságra az UEFA JB játékvezetőként foglalkoztatta.

##### Selejtező mérkőzés
| Időpont              | Helyszín                          | Mérkőzés típusa           | Mérkőzés             | Eredmény | Nézők száma |
| -------------------- | --------------------------------- | ------------------------- | -------------------- | -------- | ----------- |
| 2007. szeptember 12. | Comunal Stadion, Andorra la Vella | előselejtező (E. csoport) | Andorra–Horvátország | 0 – 6    | 200         |

---
Csehország rendezte a 2008-as U19-es labdarúgó-Európa-bajnokságot, ahol az UEFA JB bíróként alkalmazta.
| Időpont          | Helyszín                           | Mérkőzés típusa        | Mérkőzés               | Eredmény |
| ---------------- | ---------------------------------- | ---------------------- | ---------------------- | -------- |
| 2008. július 17. | Střelnice Stadion, Jablonec        | selejtező (B. csoport) | Anglia–Olaszország     | 0 – 0    |
| 2008. július 20. | Viktoria Zizkov Stadion, Prága     | selejtező (A. csoport) | Spanyolország–Bulgária | 4 – 0    |
| 2008. július 23. | Csehország Stadion, Mladá Boleslav | egyik elődöntő         | Németország–Csehország | 2 – 1    |